# 帝汶似天竺魚
帝汶似天竺魚（学名：Apogon timorensis），又稱帝汶似天竺鯛，为輻鰭魚綱鈎頭魚目天竺鲷科天竺鲷属的鱼类。其种加词“timorensis”意为“帝汶的”。分布于印度至西太平洋區，從紅海至南非，經阿曼至澳洲北部，向北包括台湾岛、日本等海域，深度1至15公尺，本魚體延長，長橢圓形，體稍側扁，頭大、眼大、口大且斜裂，頜齒細小，鋤骨和腭骨通常具齒，舌上無齒，前鰓蓋骨邊緣具鋸齒，鰓蓋骨後緣棘不發達，體被弱櫛鱗，體銅棕色至淡黃色，眼睛下方有一條斜黑線，下鰓蓋有深棕色斑塊，第一背鰭尖端呈深棕色，魚鰭淡黃色，背鰭硬棘8枚、背鰭軟條9枚、臀鰭硬棘2枚、臀鰭軟條8枚，體長可達9公分，棲息有沙地的珊瑚礁及潟湖，屬肉食性，以小型無脊椎動物為食，夜行性，繁殖期時，雄魚具有口孵習性，卵約7日化成仔魚，由雄魚吐出，具短暫的仔魚飄浮期，生活習性不明，可做為觀賞魚。该物种的模式产地在帝汶。